# Yuen Qiu
Yuen Qiu (元秋), de son vrai nom Cheung Cheun-nam (張轉男, née le 19 avril 1950), est une actrice et artiste martiale hongkongaise. Experte autant en arts martiaux chinois que dans l'opéra de Pékin, elle est formée à l'école de l'opéra de Pékin (en) de Kowloon auprès du maître Yu Jim-yuen, aux côtés de Jackie Chan et Sammo Hung,.

## Biographie
Yuen est cascadeuse et artiste de boîte de nuit à la fin des années 1960 et au début des années 1970. 
En 1974, Yuen joue dans la production internationale L'Homme au pistolet d'or (1974), dans le rôle de Nara, la nièce de Hip, qui sauve James Bond (Roger Moore).
En 1979, Yuen fait la démonstration de ses capacités acrobatiques et de coups de pied dans Dragon's Claw. Mais dans les années 1970, les opportunités pour les cascadeuses restent cependant limitées.
Éloignée de l'industrie cinématographique de Hong Kong pendant près de vingt ans, elle ne décroche que par hasard un rôle dans Crazy Kung-Fu. Alors qu'elle accompagne une jeune femme membre de l'académie dramatique de Chine lors de l'audition, le réalisateur la remarque. Il est rapporté que Stephen Chow aurait fini par la convaincre d'accepter le rôle à la suite d'une intense discussion.
Elle apparaît plus tard dans le film Kung Fu Mahjong (en) avec Yuen Wah, et est depuis toujours active dans le cinéma.

## Vie privée
En 1985, Yuen se marie avec le directeur des arts martiaux Lu Chun-koo (魯俊谷) et ils ont un fils et une fille. Ils divorcent finalement en 1995.
Le 31 mars 2005, Yuen est arrêtée avec 10 autres femmes et deux hommes pour jeu illégal.

## Filmographie
| Année         | Titre                                            | Rôle                          | Notes |
| ------------- | ------------------------------------------------ | ----------------------------- | --- |
| 1972          | Intimate Confessions of a Chinese Courtesan      | Cascadeuse                    | [ 4 ] |
| 1973          | Le Jeune Tigre                                   |                               | [ 5 ] |
| 1973          | Return to China                                  |                               | |
| 1973          | The Heroine                                      |                               | |
| 1974          | L'Homme au pistolet d'or                         | Nara (la nièce de Hip)        | Non créditée |
| 1975          | The Black Dragon's Revenge                       |                               | |
| 1975          | Death of Bruce Lee                               |                               | |
| 1978          | The Angry Dragon                                 |                               | |
| 1978          | The Deadly Silver Ninja                          |                               | |
| 1979          | The Dragon's Snake Fist                          | Phoenix Kim                   | |
| 1979          | Dragon's Claws                                   |                               | [ 2 ] |
| 1979          | Fearless Duo                                     |                               | |
| 1981          | Tigre blanc                                      | La femme de Tigre blanc       | |
| 1983          | Bastard Swordsman                                | Rain                          | |
| 1984          | Long Road to Gallantry                           |                               | |
| 1984          | New Tales of the Flying Fox                      | La femme de Hu Yidao          | |
| 1985          | Les Disciples de la 36e chambre                  |                               | |
| 1985          | Enter the 36th Chamber of Shaolin                | Miu Tsui-fa                   | |
| 2004          | Crazy Kung-Fu                                    | Landlady                      | Golden Horse Award du meilleur second rôle féminin Prix des Cent Fleurs du meilleur second rôle féminin Nommée au Hong Kong Film Award de la meilleure actrice Nommée au Satellite Award de la meilleure actrice dans un second rôle |
| 2005          | Kung Fu Mahjong                                  | Tante Fei                     | |
| 2005          | Kung Fu Mahjong 2                                | Tante Fei                     | |
| 2006          | My Kung-Fu Sweetheart                            |                               | |
| 2006          | I'll Call You                                    | La mère de Manny              | |
| 2007          | Kung Fu Mahjong 3: The Final Duel                | Tante Toni                    | |
| 2007          | The Lady Iron Chef                               | Ching Har                     | |
| 2008          | The Luckiest Man                                 | Sophie                        | |
| 2008          | Desires of the Heart                             | Gao Yajuan                    | |
| 2009          | Kung Fu Master                                   |                               | Caméo |
| 2010          | A Fistful of Stances                             | Au-Yeung Wai-Lan              | Série TV |
| 2011          | Une vie simple                                   |                               | |
| 2013          | Tales from the Dark 1                            | La propriétaire du restaurant | |
| 2014          | Queen Divas                                      | Wong Lin-hing                 | Série TV |
| 2014          | Delete My Love                                   | So Fa                         | |
| 2015          | Wudang Rules                                     | Mo Yee-shan                   | Série TV |
| 2015          | Imprisoned: Survival Guide for Rich and Prodigal |                               | Participation amicale |
| 2015          | Wild City                                        | Mona                          | |
| 2016          | From Vegas to Macau 3                            |                               | |
| 2016          | The Bodyguard                                    |                               | |
| 2016          | A Fist Within Four Walls                         | Yuk Bo-fung                   | Série TV |
| 2019          | We Are Legends                                   |                               | |
| 2019          | Return of the Lucky Stars                        |                               | |
| En production | Lost But Win                                     |                               | |